# Лекхаль, Мохаммед Салем ульд
Мохаммед Салем ульд Лекхаль (фр. Mohamed Salem Ould Lekhal; 11 декабря 1952, Атар, Французская Западная Африка — 15 марта 2013, Париж, Франция) — мавританский дипломат и государственный деятель, министр иностранных дел Мавритании (1993—1996).

## Биография
В 1976 г. окончил экономический факультет университета Мохаммеда V (англ. Mohammed V University) в Рабате. С 1981 г. являлся помощником губернатора Центрального банка Мавритании.
- 1985—1986 гг. — министр планирования,
- 1986—1987 гг. — министр финансов Мавритании,
- 1989—1993 гг. — посол в Японии[1],
- 1993—1996 гг. — министр иностранных дел Мавритании[1],
- 1999—2003 гг. — посол в Бельгии[1].

Возглавлял Национальный совет по вопросам регулирования.